# Hetrodinae
Hetrodinae – podrodzina owadów prostoskrzydłych z rodziny pasikonikowatych (Tettigoniidae). Obejmuje około 70 gatunków zgrupowanych w 14 rodzajach. 
Owady z tej podrodziny występują w Afryce i na południu Półwyspu Arabskiego, na terenach stepowych i pustynnych. W porze deszczowej występują licznie, często powodując szkody w uprawach rolniczych.
Hetrodinae potrafią trysnąć z pęcherzyków znajdujących się na nogach cienkim strumieniem krwi na odległość 40–50 centymetrów. Wytryśnięty strumień krwi ma przestraszyć i zdezorientować napastnika, aby umożliwić ucieczkę atakowanemu pasikonikowi.
W Polsce jednorazowo stwierdzono obecność Eugaster spinulosa, który został zawleczony z transportem towarów z Maroka.